# Пикрамниевые
Пикрамниевые (лат. Picramniaceae) — небольшое семейство двудольных растений, распространённых преимущественно в Центральной и Южной Америке. Выделяется в самостоятельный порядок Пикрамниецветные (лат. Picramniales). Включает 3 рода — альварадоа (Alvaradoa), нототалисия (Nothotalisia) и пикрамния (Picramnia). Ранее эти роды относили к семейству симарубовые или же их относили к семейству сапиндовые порядка сапиндоцветные. 
Пикрамниецветные (лат. Picramniales) - по современной классификации APG IV монотипный порядок цветковых растений c 1 семейством, 4 родами и 55 ботаническими видами. Порядок включается в дочернюю кладу Мальвиды, последовательно входящую в более крупные клады Розиды -> Суперрозиды -> Эвдикоты -> Цветковые растения

## Классификация
В современной системе APG IV (2016) порядок Пикрамниецветные включает 1 семейство и 4 рода:
- Семейство Picramniaceae — Пикрамниевые
  - Род Aenigmanu - монотипный с 1 видом Aenigmanu alvareziae
  - Род Alvaradoa - 6 видов
  - Род Nothotalisia - 3 вида
  - Род Пикрамния - 45 видов

### Таксономическое положение[1]
- Picramniales Doweld, 2001, Tent. Syst. Pl. Vasc. 38
- Picramniaceae Fernando & Quinn, 1995, Taxon 44: 177

Порядок Пикрамниецветные включается в дочернюю кладу Мальвиды, последовательно входящую в более крупные клады Розиды -> Суперрозиды -> Эвдикоты -> Цветковые растения. Кладограмма в соответствии с Системой APG IV:
|  |                          |  |                                   | порядок Пикрамниецветные |  | семейство Пикрамниевые |  | 4 рода |  | 55 видов |
|  |                          |  |                                   | порядок Пикрамниецветные |  | семейство Пикрамниевые |  | 4 рода |  | 55 видов |
|  | клада Цветковые растения |  |                                   |                          |  |                        |  |        |  |          |
|  |                          |  |                                   |                          |  |                        |  |        |  |          |
|  |                          |  | ещё 63 порядка цветковых растений |                          |  |                        |  |        |  |          |
|  |                          |  |                                   |                          |  |                        |  |        |  |          |